# Dodge Dakota
El Dodge Dakota, luego renombrada por breve lapso como RAM Dakota, fue una camioneta pick-up de tamaño mediano, producido por el fabricante estadounidense Chrysler inicialmente para la marca Dodge y a partir de 2009 a 2011 para la nueva división de vehículos comerciales RAM, creada por Chrysler con la división de Dodge. Esta camioneta fue introducida en el mercado estadounidense bajo el nombre de Dodge Dakota a partir de 1986, junto con el rediseño de las Dodge RAM 50. En el 2000, recibiría la nominación para el premio del Camión del Año en Estados Unidos.
La venta de la Dodge Dakota en México se siguió comercializando hasta el año 2012, siendo rezagos de camionetas no vendidas en del modelo 2011. 
Debido a su diseño, la Dakota estuvo enmarcada en una posición intermedia entre las camionetas de tamaño compacto (Ford Ranger, Chevrolet S-10/GMC Sonoma) y las de tamaño completo (Ford F-150, Chevrolet Silverado, GMC Sierra, Nissan Titan, Toyota Tundra, Lincoln Mark LT y la propia ex-línea RAM de Dodge). Se trata de un diseño convencional con el cuerpo-en-la construcción del marco y muelle en eje posterior. La Dakota fue la camioneta primero a pequeña escala con un motor V8 opcional y una característica notable fue la dirección por piñón y cremallera, la primera en camiones de trabajo. 
La baja producción en ventas provocó que en 2009 Chrysler Group LLC anuncie el final de la producción de la Dakota. Sin embargo, más allá de esta determinación, su producción fue efectiva hasta 2011, dos años después de haberse constituido la independencia de la división de vehículos comerciales de Dodge, bajo la firma RAM Trucks, por lo que las últimas ediciones de esta camioneta fueron conocidas como RAM Dakota. Si bien su producción finalizó sin haberse desarrollado un sucesor directo, hoy en día la versión RAM 1200 Introducida en el año 2024 ocupa el puesto de la Dakota como modelo de entrada de gama de la marca RAM Trucks.

## Primera generación (1986-1997)

### 1986 - 1996
- Se comercializó en Estados Unidos y Canadá en Cabina Sencilla, Club Cab, Motor L4, V6 y V8, Automática o Manual, 4x2 o 4x4
- En 1991 recibe un cambio de máscara, nueva parrilla y faros.
- Se comercializó en Estados Unidos y Canadá en Cabina Sencilla, Club Cab, Motor L4, V6 y V8, Automática o Manual, 4x2 o 4x4
- En 1996 se comercializó en México con cabina sencilla, tracción trasera, motor Magnum de 4 cilindros en "L" de 2.5 litros y caja manual de 5 velocidades en versión SE (Básica)

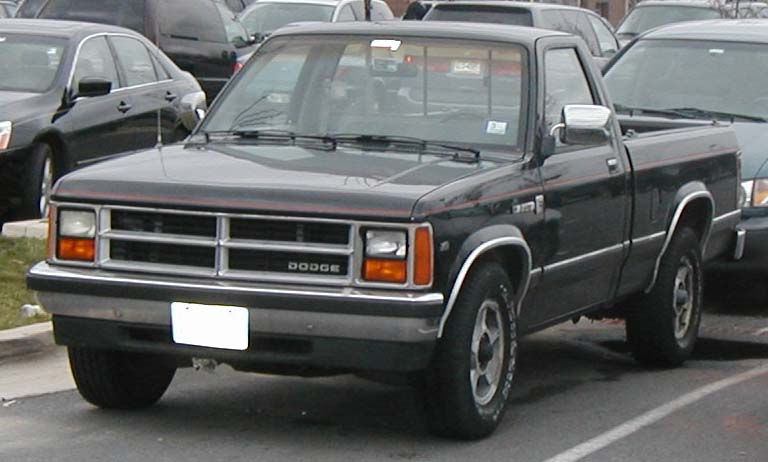
1986-1990 Dodge Dakota Cabina Simple.
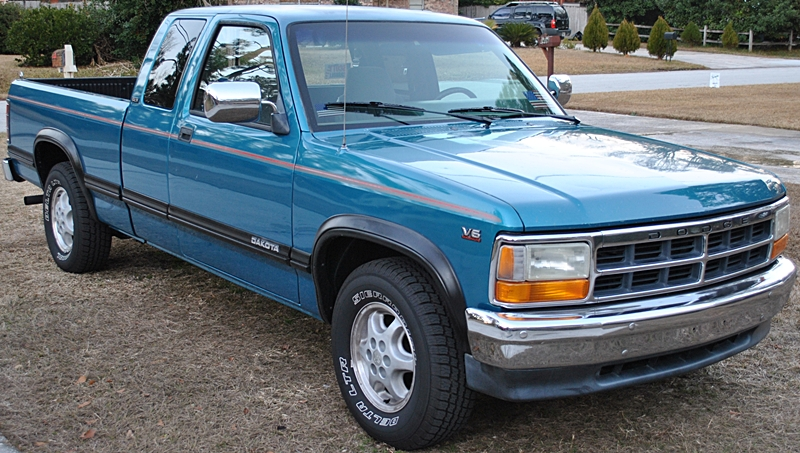
1991-1996 Dodge Dakota Cabina Extendida.

## Segunda generación (1997-2005)

### 1997 - 2004

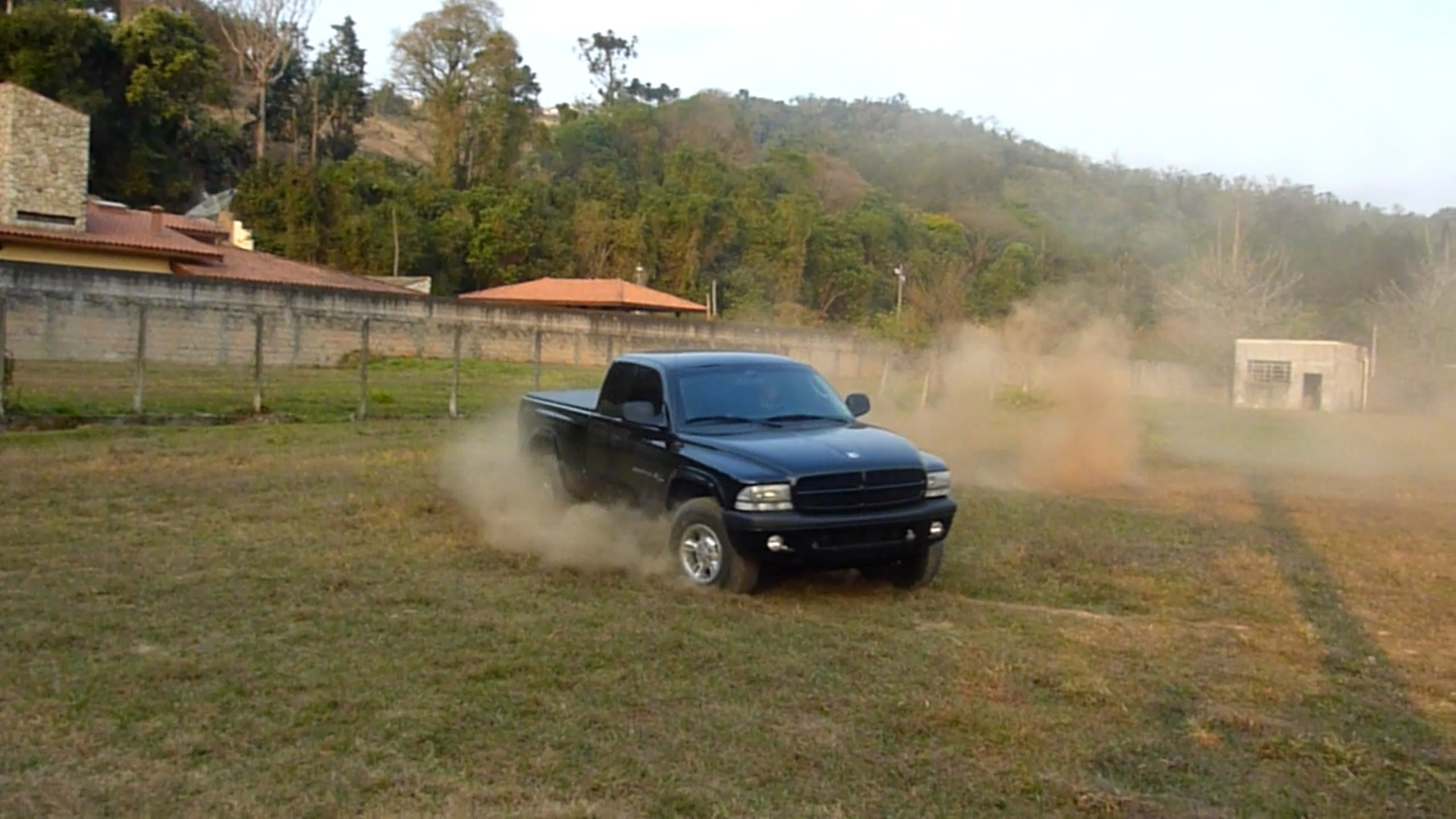
Un Dodge Dakota de 1999 siendo sometido a pruebas de rodaje en Casablanca, Chile

- Se introduce la Doble Cabina Quad Cab a Estados Unidos y Canadá
- Se comercializó en Estados Unidos y Canadá en Cabina Sencilla, Club Cab, Motor 4 cil, V6 y V8, Automática o Manual, 4x2 o 4x4, El Quad Cab en V8 4x2 o 4x4.
- Este modelo no se comercializó en México
- Este modelo comparte plataforma con la Dodge Durango

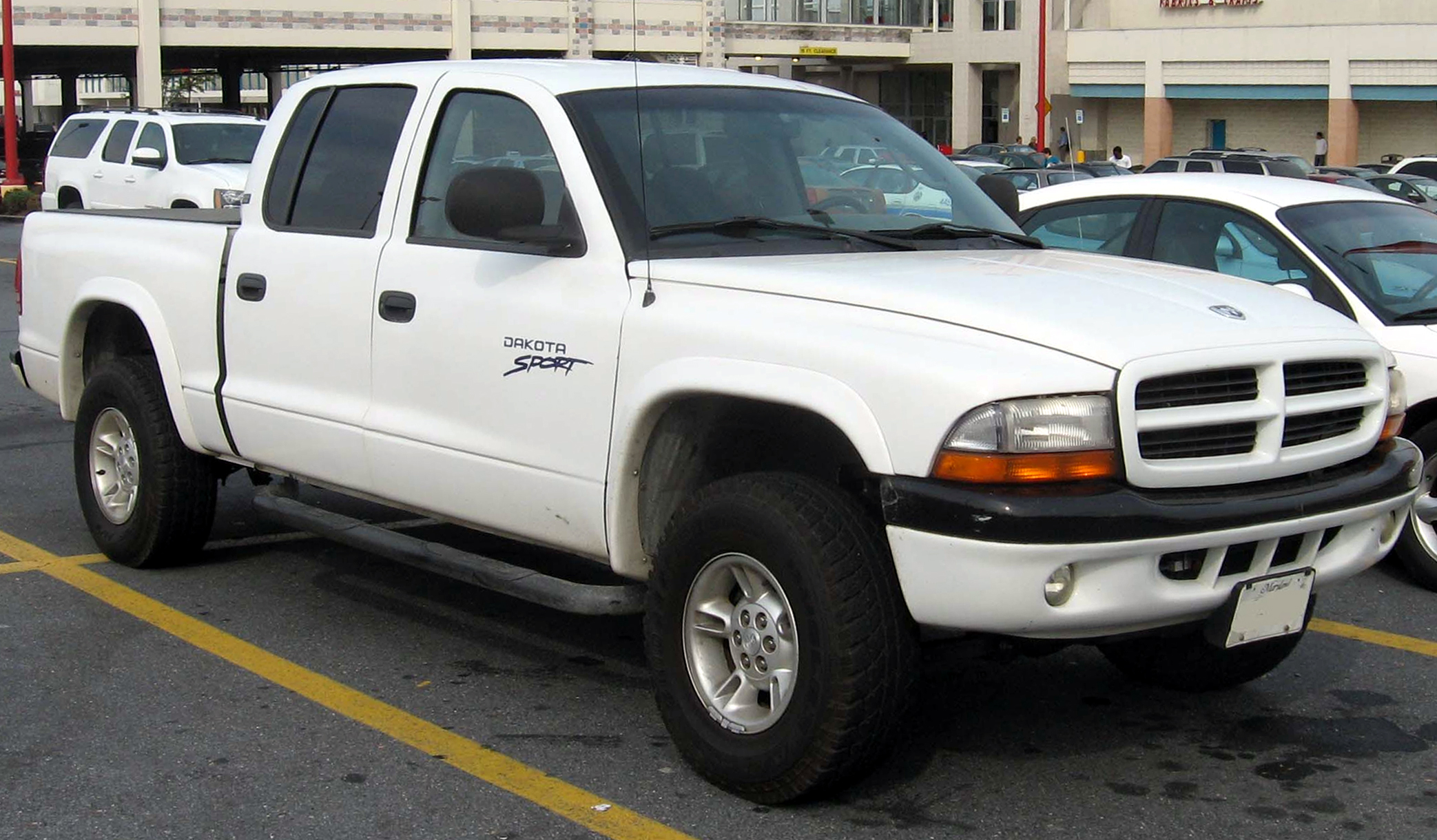
Dodge Dakota Sport Cabina Doble.
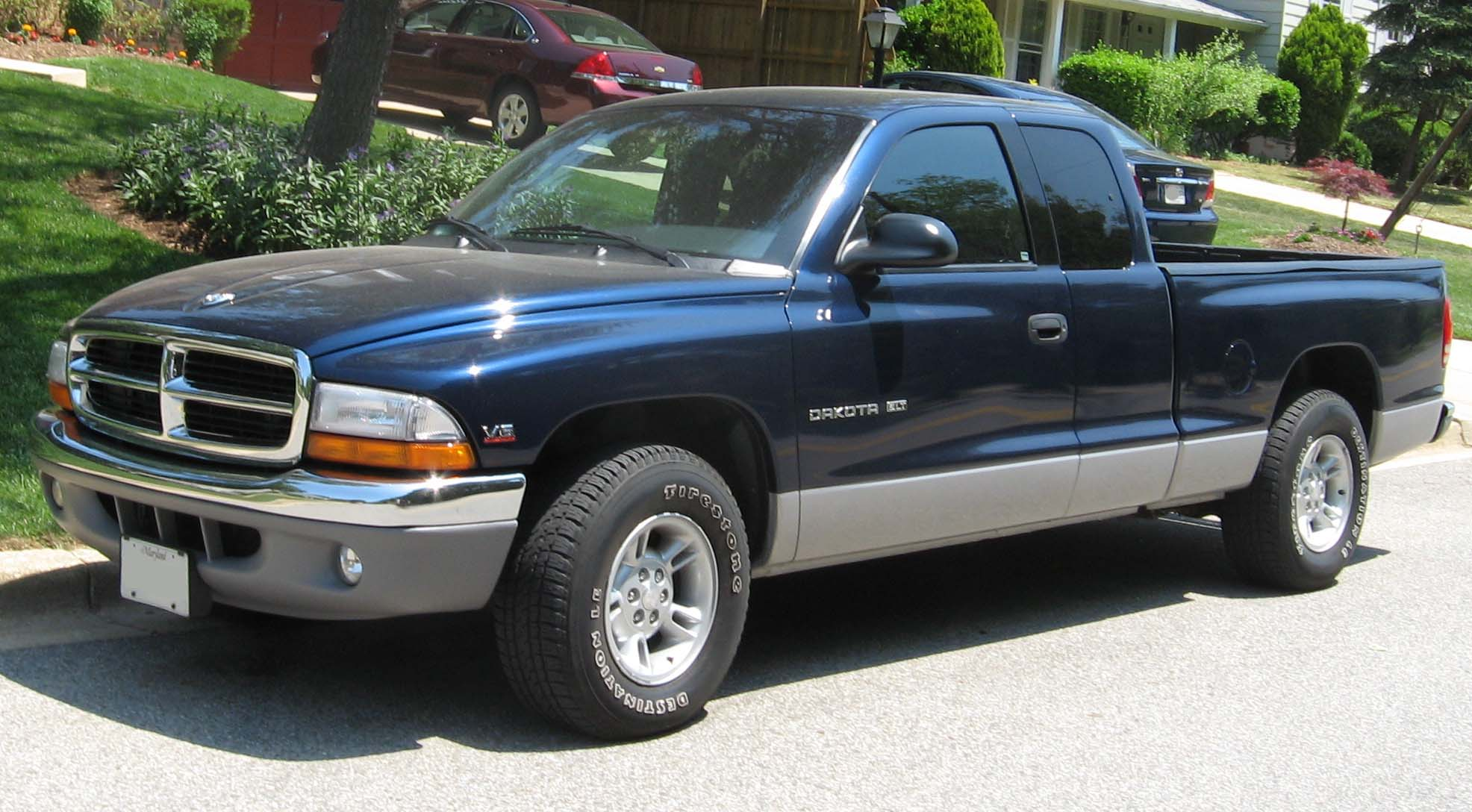
Dodge Dakota Cabina Extendida.

## Tercera generación (2005-2011)

### 2005 - 2011

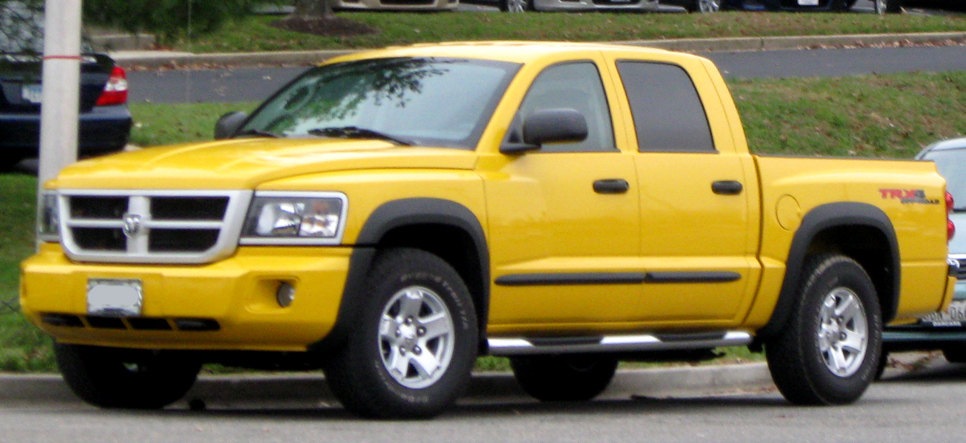
2008-2010 Dodge Dakota

- Se comercializó en Estados Unidos y Canadá en Cabina Sencilla, Club Cab (Cabina Extendida), Quad Cab (Cabina Doble), Motor 4 cil, V6 y V8, Automática o Manual, 4x2 o 4x4
- Se comercializó en México la versión Cabina Doble, Motor V6, Automática y 4x2. SLT
- Se comercializó algunas unidades Cabina Doble SE, 4x2 y Club Cab. SLT
- En 1997 se comercializó en México la Versión Cabina Doble, Motor V8 y 4x4. SLT
- Se comercializa en Chile en versión Cabina Doble, Cabina Sencilla, Club Cab, Quad Cab, Motor 4 cil, V6 y V8 Automática o Manual 4x2 o 4x4
- Desde 2006 hasta 2009 se comercializa en Venezuela en sus versiones SLT 4x2 y mayoritariamente 4x4 motores V6 3.7 L QUAD CAB
- En 2008 recibe una renovación de la parte frontal
- Se comercializó en Estados Unidos y Canadá en Cabina Sencilla, Club Cab, Quad Cab, Motor 4 cil, V6 y V8 Automática o Manual 4x2 o 4x4
- Se comercializó en México en versión Cabina Doble, Motor V6, Automática 4x2 o 4x4
- En 2011 con la reestructuración de Chrysler Group por Fiat Group, Dodge se divide únicamente a automóviles y SUV. La línea de Camiones de Dodge se convierte en una nueva marca RAM
- En México los últimos modelos 2011, se siguieron vendiendo como modelos 2012, debido al bajo número de ventas.

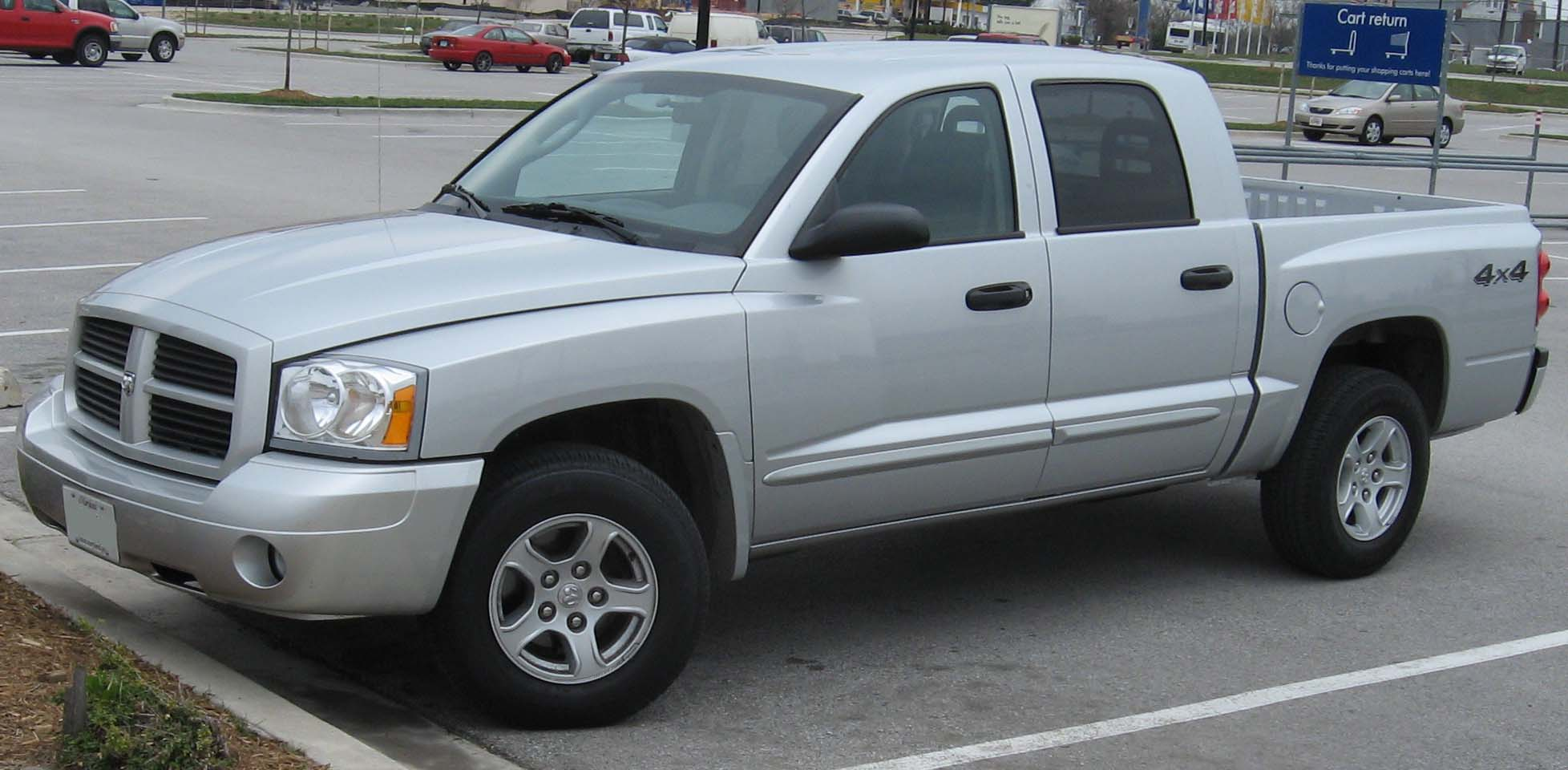
2005 - 2007 Dodge Dakota Cabina Doble

## Descontinuación (2011)
La tercera generación de Dakota se suspendió en 2011, y la última unidad salió de la línea de ensamblaje el 23 de agosto de 2011, poniendo fin a los 25 años de producción de la camioneta.  A partir de 2011, según Sergio Marchionne, el CEO de Chrysler Group, la Dakota probablemente no será reemplazada por un vehículo similar, principalmente debido a la disminución de la popularidad de las camionetas compactas en el mercado norteamericano (ver Ford Ranger para un resultado similar).  Otro problema fue que los compradores se quejaron de que la camioneta más pequeña no tenía un precio más bajo que la Ram 1500 de tamaño completo. 
Fiat Chrysler Automobiles anunció en septiembre de 2014 un acuerdo con Mitsubishi Motors para desarrollar conjuntamente la próxima generación de Mitsubishi Triton/L200 que se venderá globalmente por ambas compañías. Se vende como RAM 1200 en algunos países de Medio Oriente, y en México introducida en el año 2024 RAM 1200

## Motores
- 1992-1995 - 5.2 L (318 cu in) Magnum V8, 225 hp (170 kW)
- 1996-2002 - 2.5 L (150 cu in) Magnum L4 AMC, 120 hp (89 kW)
- 1997-2003 - 3.9 L (238 cu in) Magnum V6, 175 hp (130 kW)
- 1997-2000 - 5.2 L (318 cu in) Magnum V8, 225 hp (168 kW)
- 1998-2003 - 5.9 L (360 cu in) Magnum V8, 250 hp (190 kW)
- 2000-2004 - 4.7 L (287 cu in) PowerTech V8, 230 hp (170 kW)
- 2004-presente - 3.7 L (226 cu in) PowerTech V6, 210 hp (160 kW)

## Mitsubishi Raider 2005 - 2009

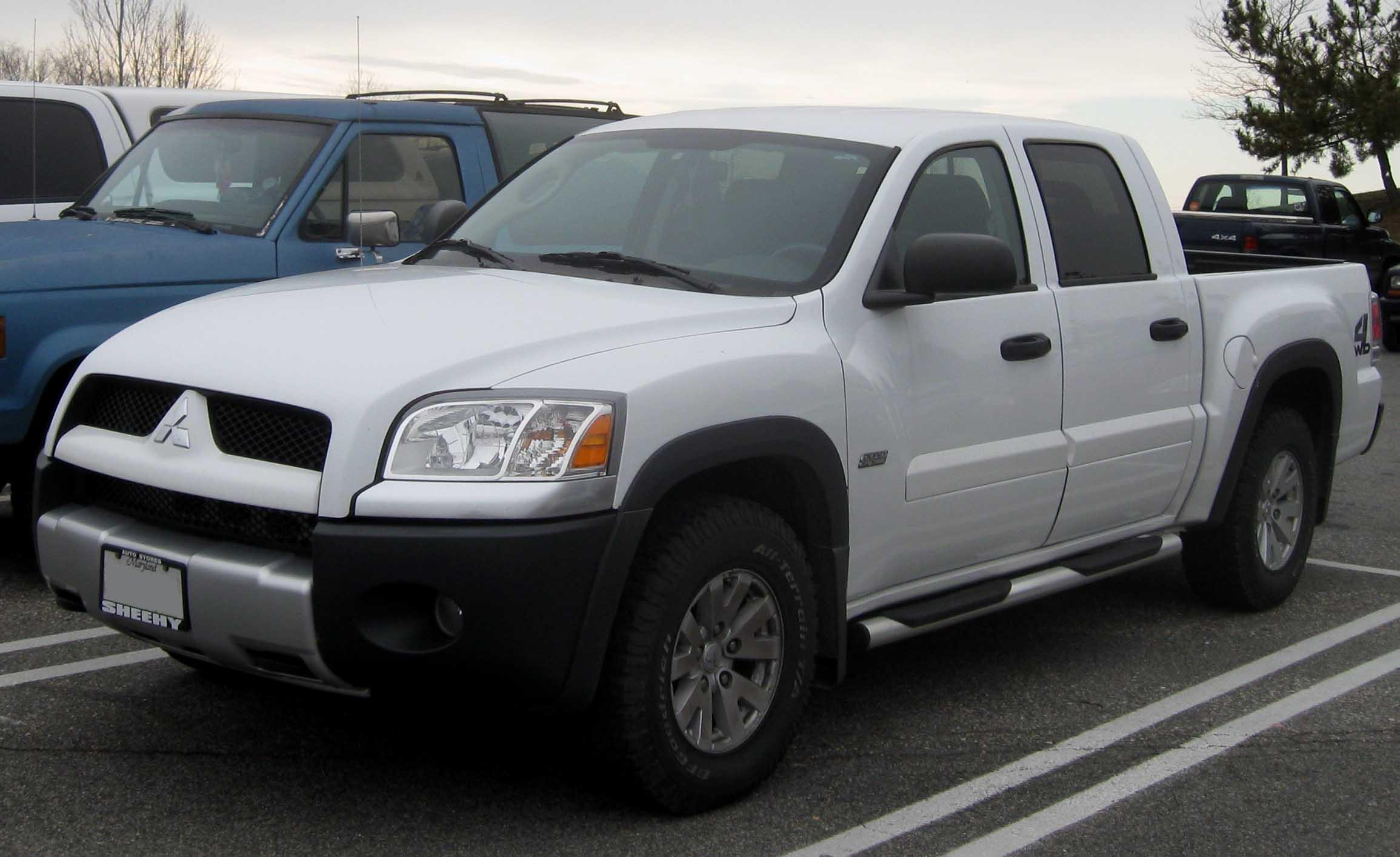
Mitsubishi Raider Cabina Doble

El Mitsubishi Raider fue una camioneta de Mitsubishi Motors que fue presentado en 2005 como modelo 2006 model para Estados Unidos y Canadá y está basado en el RAM Dakota. El nombre se tomó del Dodge Raider. En 2009 se finalizó su producción por sus bajas ventas. MMC no consideraba comercializar, ni exportar, el L200 en Los Estados Unidos y Canadá. Desde 2008 se comercializa la L200 Tailandesa en México con buenas ventas.
|                                              |
| Mitsubishi Raider Crew Cab 4WD V6 3.7 Manual |

|                                                 |
| Mitsubishi Raider Crew Cab 4WD V6 3.7 Automatic |

|                                                     |
| Mitsubishi Raider Extended Cab 4WD V6 3.7 Automatic |